# Wirówka przeciążeniowa

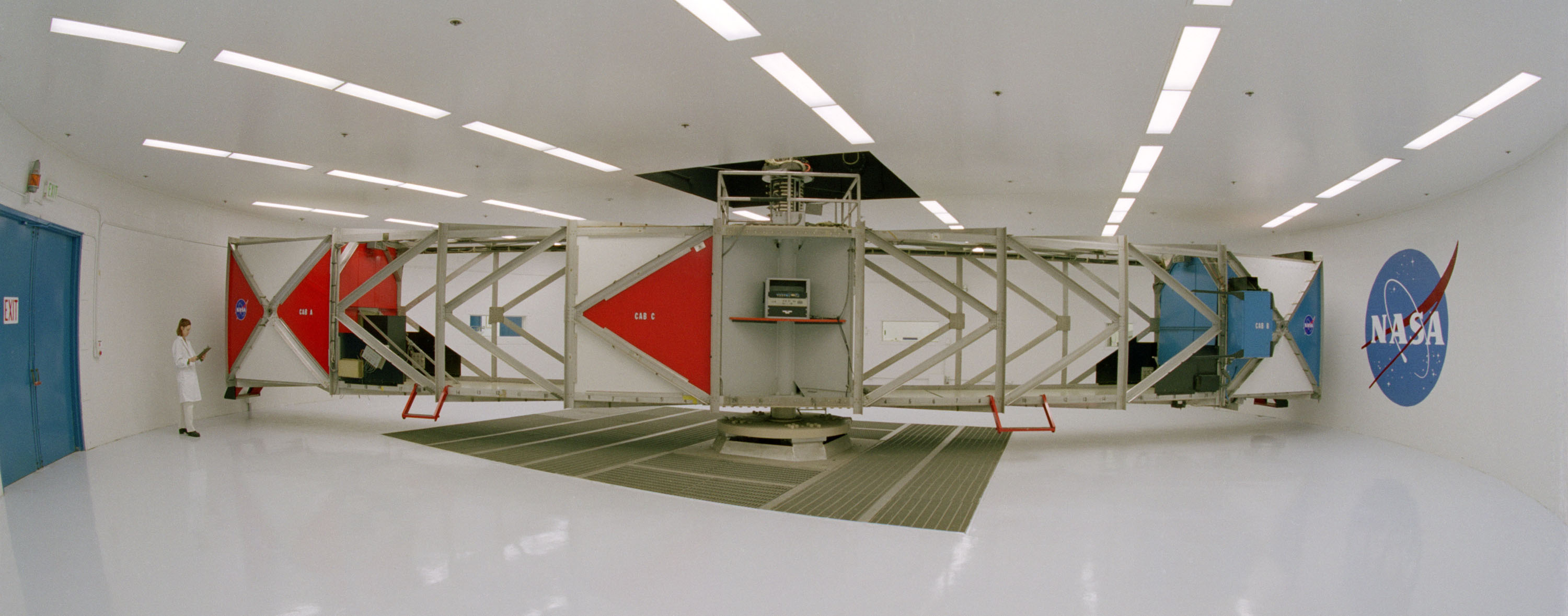
Wirówka przeciążeniowa w Centrum Badawczym im. J. Amesa (NASA)

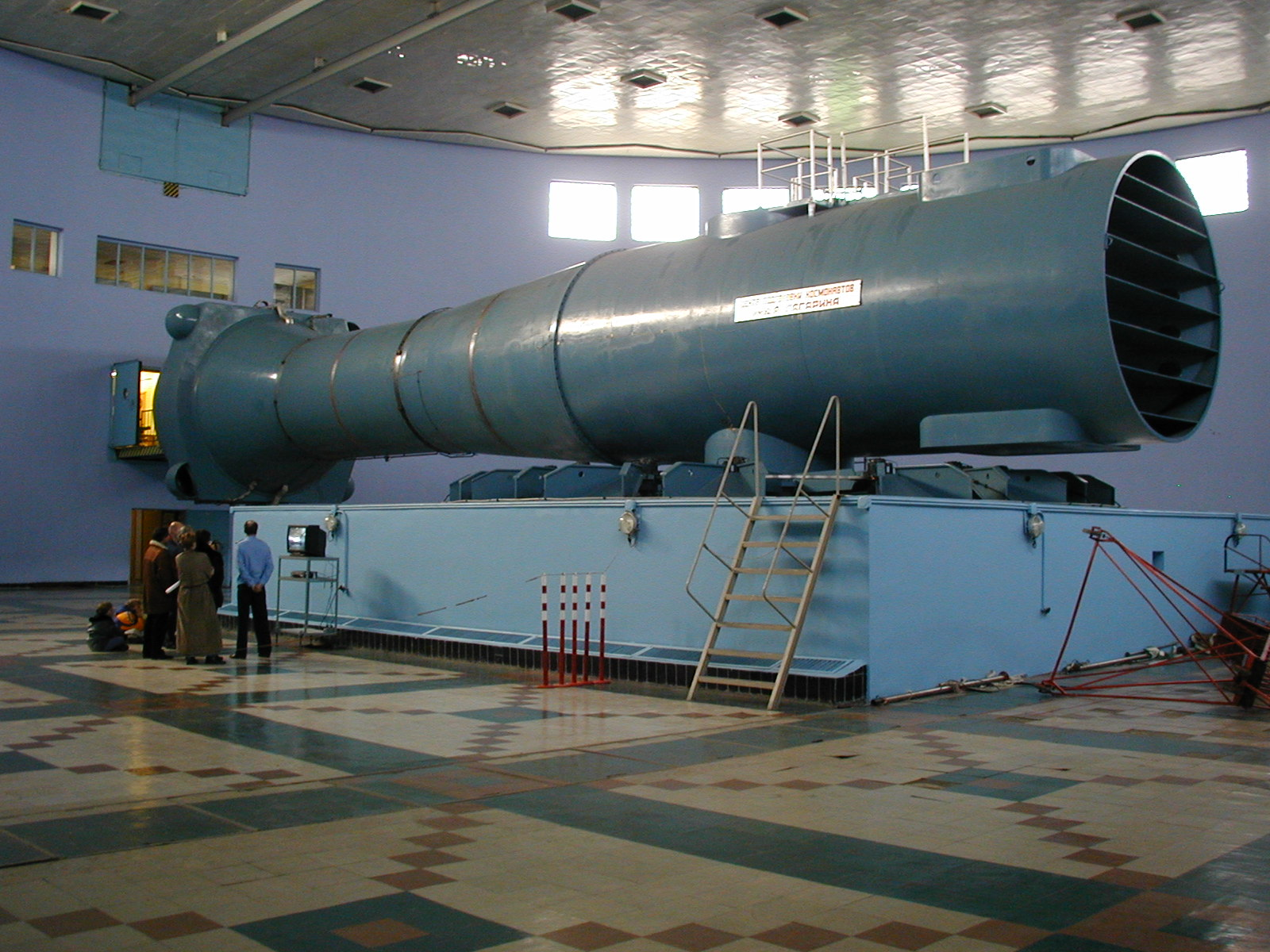
Wirówka przeciążeniowa w Centrum Wyszkolenia Kosmonautów im. J. Gagarina (Roskosmos)

Wirówka przeciążeniowa – urządzenie służące do wytwarzania przeciążeń. Powszechnie stosuje się ją w lotnictwie i astronautyce w celu badania ich wpływu na człowieka. Składa się ona z długiego ramienia, na końcu którego znajduje się kabina. Podczas wykonywania ruchu obrotowego na kabinę działa duża siła odśrodkowa (znacznie przewyższająca ciężar) wywołująca stan przeciążenia. Na wirówkach można uzyskiwać siły wielokrotnie przekraczające możliwości ludzkiego organizmu, rzędu kilkadziesiąt g. Jedna z najnowocześniejszych wirówek przeciążeniowych na świecie jest na wyposażeniu Wojskowego Instytutu Medycyny Lotniczej w Warszawie.